# Charles Rothschild
Nathaniel Charles Rothschild, född 9 maj 1877, död 12 oktober 1923, var en brittisk bankir och entomolog. Han var medlem av den engelska grenen av finansfamiljen Rothschild.
Rothschild undersökte loppor och han upptäckte tillsammans med Karl Jordan pestloppan (Xenopsylla cheopis) som överför böldpesten. Han fick 1923 en svår hjärninflammation och begick därför självmord.
Charles Rothschild hedras med artepitet i Mus caroli, där Caroli är den latinska formen av namnet Charles. Dessutom bär gnagaren Eospalax rothschildi hans namn.